# Miniopterus majori
Miniopterus majori — вид ссавців родини лиликових.

## Проживання, поведінка
Країна поширення: Мадагаскар. Він, як відомо, живе в різних типах рослинності, в тому числі вологих лісах і колючих кущах.

## Загрози та охорона
Загрози невідомі. Відомий з кількох охоронних територій.